# Coloma Abrines Vidal
Coloma Abrines Vidal (Campos, Mallorca, 28 de desembre de 1887 - 1987) fou una cuinera i divulgadora gastronòmica mallorquina. També fou coneguda com a Madò Coloma Solera.
Coloma Abrines Vidal nasqué en el si d'una família pagesa. Cuinera de professió i molt ben reconeguda, treballà a les cuines de moltes cases senyorials mallorquines, entre elles Raixa. És autora d'un dels llibres més venuts de cuina mallorquina tradicional.
Passà a la història per l'èxit del seu receptari de cuina que publicà sense saber llegir ni escriure. Madò Coloma dictà les seves receptes a Madò Sabatera i del coneixement i l'experiència de la primera i la transcripció i traducció al castellà de la segona sortí Cocina selecta mallorquina, un receptari de cuina tradicional mallorquina que la Impremta Roig de Campos publicà el 1961. Els milers d'exemplars de la primera edició s'exhauriren en pocs mesos i això ha dut a reeditar el receptari en nombroses ocasions i ha superat els cent mil exemplars venuts. Propera i accessible, feu escriure la seva adreça particular al pròleg del receptari on indicà que si algú tenia dificultats a l'hora de realitzar les tasques bàsiques de la cuina (desossar una gallina...), l'anessin a veure personalment i ella n'explicaria el procés.

## Reconeixements
No és d'estranyar que el reconeixement popular de la cuinera li hagi merescut mostres d'afecte i de gratitud. Entre aquestes trobem la que li feu l'Ajuntament del seu poble natal, que posà el seu nom a l'escola de cuina de la localitat (Escola de Cuina Municipal Madò Coloma), dins del casal de Can Pere Ignasi, l'homenatge que li feu la Conselleria d'Educació i Cultura del Govern de les Illes Balears que li concedí, a títol pòstum, l'Àngel de sa Llotja o la que li feu l'Associació Societat de Costums de Campos, el 2006, quan construí la geganta de «Madò Coloma» amb el seu receptari a la mà.